# Srilankesi in Italia
Gli srilankesi in Italia sono una comunità migrante rilevante, che supera le 114 910 persone. La presenza srilankese in Italia è attestata sin dagli anni '70.

## Storia migratoria e caratteristiche
| 2001 (Censimento) | 26 474 | [ 2 ]  |
| 2002              | 34 177 | [ 3 ]  |
| 2003              | 39 231 | [ 4 ]  |
| 2004              | 45 572 | [ 5 ]  |
| 2005              | 50 528 | [ 6 ]  |
| 2006              | 56 745 | [ 7 ]  |
| 2007              | 61 064 | [ 8 ]  |
| 2008              | 68 738 | [ 9 ]  |
| 2009              | 75 343 | [ 10 ] |
| 2010              | 81 094 | [ 11 ] |
| 2011 (Censimento) | 71 203 | [ 12 ] |
| 2012              | 79 530 | [ 13 ] |

I primi fenomeni migratori di rilievo dallo Sri Lanka verso l'Italia ebbero luogo nella seconda metà degli anni settanta. Si trattava prevalentemente di donne cattoliche assunte come lavoratrici domestiche; seguirono a partire dai primi anni ottanta ingressi di persone in precedenza dipendenti di imprese italiane nello Sri Lanka. Le ragioni di questo flusso consistevano principalmente nelle maggiori possibilità di ingresso in Italia rispetto ad altri Stati occidentali, tanto che l'Italia era spesso una meta di ripiego dopo che gli emigranti vedevano rigettate le loro domande di entrata in altri Paesi.
A partire dalla metà degli anni ottanta e per tutti gli anni novanta avvenne un notevole incremento del flusso, causato dai disordini civili scoppiati nel 1983 e da alcuni provvedimenti legislativi italiani (fra cui la legge n. 617 del 9 dicembre 1996 sul ricongiungimento familiare) che ebbero anche la conseguenza di bilanciare le componenti maschile e femminile.
Accanto all'immigrazione regolare prese consistenza quella clandestina, gestita da organizzazioni criminali che gestiscono gli arrivi tramite l'Austria o i Balcani.
All'inizio del nuovo millennio gli srilankesi in Italia erano ragionevolmente circa quaranta o cinquantamila, ma dati più precisi erano discordanti: l'ISTAT ne contava circa ventiseimila al 2001, l'Ambasciata srilankese a Roma circa ottantamila al 2004, mentre la Caritas parlava di circa trentaseimila persone. La comunità srilankese in Italia ha oltrepassato le ottantamila presenze nel 2010; nel 2014 erano regolarmente residenti in Italia circa centomila srilankesi, costituendo la sedicesima comunità etnica in Italia per presenze e una delle maggiori del continente asiatico.
Si stima che i tamil dello Sri Lanka costituiscano almeno un terzo degli immigrati dello Sri Lanka in Italia. La diaspora tamil è concentrata in varie parti del Paese e prevalentemente a Palermo, Catania, Milano, Reggio Emilia, Napoli, Bologna e Lecce dove sono presenti numerose organizzazioni culturali e linguistiche.

## La comunità srilankese in Italia

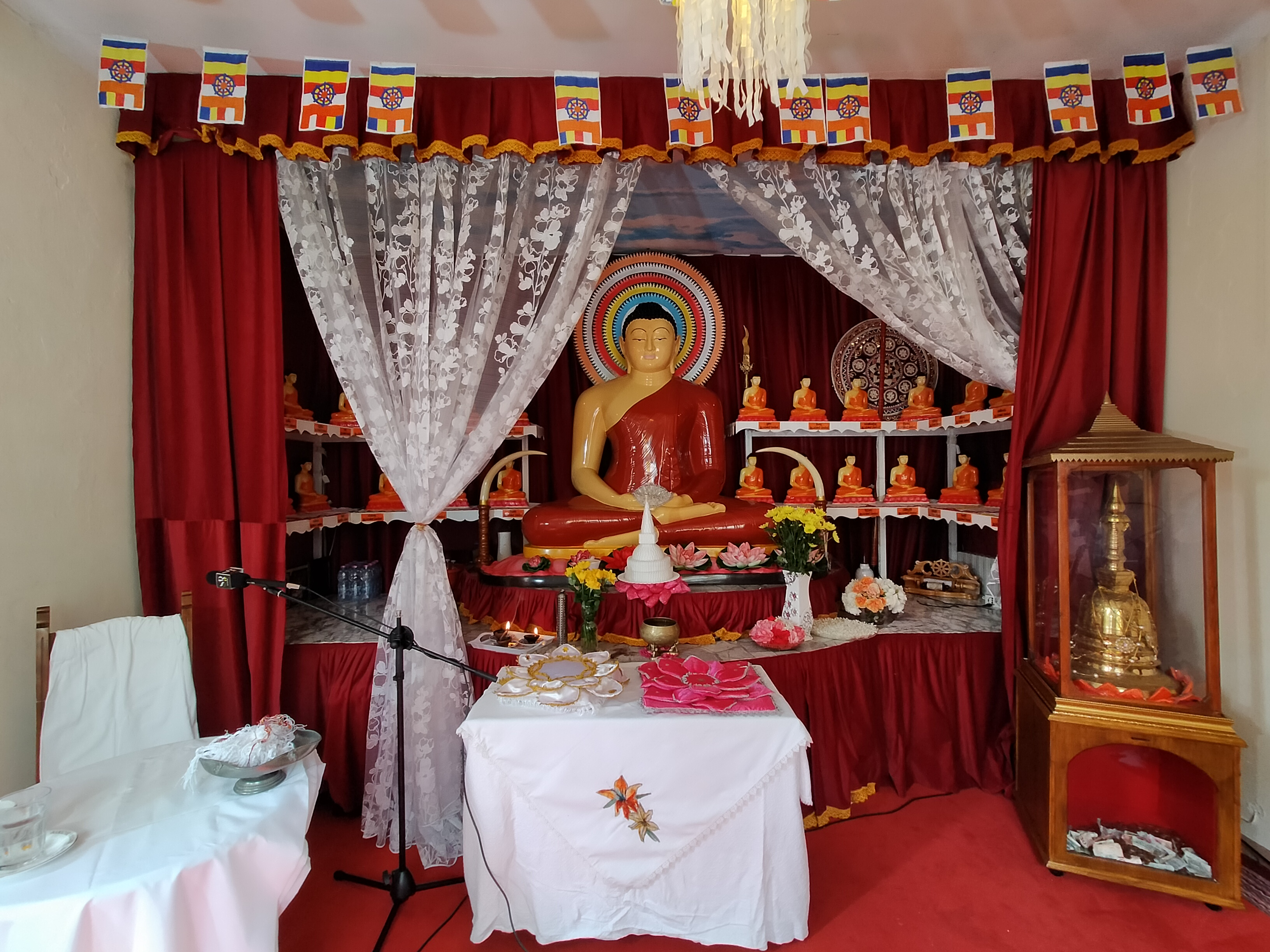
Tempio buddista della comunità cingalese a Ponte a Moriano (Lucca)

Gli srilankesi residenti in Italia sono per la maggior parte di etnia singalese, mentre nettamente minoritaria è la componente tamil. Dati precisi non sono disponibili, ma si stima che questi ultimi costituiscano circa un terzo del totale.
Al 2020 la comunità srilankese è maggiormente concentrata in Lombardia, Campania, Veneto, Sicilia e Lazio, mentre le cinque città maggiormente scelte come meta di trasferimento sono: Milano (17 388) , seguita da Napoli (16 283), Roma (10 001), Verona (7 500) e Messina (3 993).
.
Le statistiche evidenziano che la maggior parte degli immigrati srilankesi in Italia è di giovane età; inoltre, a differenza di quanto avveniva nei decenni passati, prevale negli ultimi anni la componente maschile su quella femminile. Il tasso di scolarizzazione è piuttosto basso. Più della metà dei residenti in Italia è occupata, prevalentemente come lavoratori subordinati nel settore dei servizi alla persona, alberghieri e della ristorazione, ma il livello di reddito è decisamente basso. Notevoli sono tuttavia le rimesse di denaro dall'Italia allo Sri Lanka.
Da un punto di vista religioso gli srilankesi in Italia si dividono fra cattolici e buddhisti.